# Rikki (stripfiguur)
De jongen Rikki is een stripfiguur uit de Suske en Wiske-reeks. Hij is de grote broer van Wiske. 

## Achtergrond
Willy Vandersteen bedacht hem als tegenspeler voor Wiske voor de door hem bedachte stripreeks De avonturen van Rikki en Wiske, die voor het eerst verscheen in De Nieuwe Standaard op 30 maart 1945. Vandersteen kwam echter al snel tot de conclusie dat Rikki wellicht toch niet geschikt was voor deze rol, mede omdat hij veel ouder was dan Wiske en omdat hij te veel op Kuifje leek. Daarom werd Rikki al na één verhaal vervangen door Suske en verdween hij geheel uit de strip. Pas in 2003 keerde Rikki terug, te weten in De gevangene van Prisonov, en werd er vernomen wat er van hem was terechtgekomen.
Het verhaal Rikki en Wiske in Chocowakije is ondanks dat Suske er niet in meespeelt wel officieel onderdeel gebleven van de stripreeks, al verscheen er pas in 1970 een eerste herdruk, uitgegeven als bijlage bij Stripschrift. In 1975 werd het album opnieuw uitgegeven, nu in kleur in de Vierkleurenreeks onder de titel Rikki en Wiske in Chocowakije.

## Personage
Rikki is bokser en kampioen van België. Hij heeft een buitenverblijf in de Kempen, waar hij zich graag terugtrekt om te trainen. Zijn buurman is ingenieur Wargaren en op een dag komen ze erachter, dat hij bespioneerd wordt. De ingenieur is de uitvinder van de rakettank, die in vijandige handen een gevaar kan zijn. De plannen worden gestolen door de Chocowaakse Spionagedienst en Rikki wordt er door de Minister van Bewapening op uit gestuurd om te gaan spioneren in Chocowakije. Hij is daar zeer geschikt voor, omdat hij een bokswedstrijd zou gaan houden tegen Bukovin, de kampioen van dat land. Rikki weet uiteindelijk met behulp van Wiske en tante Sidonia de rakettank, die daar in het geheim gebouwd is, te veroveren en ermee terug te rijden naar Antwerpen, waar hij feestelijk onthaald wordt door de bevolking.
In de aankondigingsstrook van het volgende verhaal Op het eiland Amoras wordt Rikki met een schoenenbon op pad gestuurd en verdwijnt hij voor vele jaren in de vergetelheid. In de albums erna wordt nooit meer over hem gesproken. In het verhaal De gevangene van Prisonov wordt onthuld waarom; Rikki werd toen hij schoenen ging halen benaderd door zijn oude rivaal Bukovin, die nu leider van het verzet in Chocowakije was geworden en Rikki's hulp vroeg om het verzet te komen versterken. Rikki stemde hierin toe, maar omdat hij Wiske en Sidonia niet wilde laten weten wat hij ging doen liet hij hen in de spiegel van Nehm Wahr kijken zodat ze hem zouden vergeten. Rikki's deelname aan het verzet maakt dat de verzetsgroep uitgroeit tot een heuse vredesbeweging. 

## Trivia
In De schakende schim (2024) wordt bekend dat Wiske nog altijd de bokshandschoen van haar broer heeft.